# Edwin Berger
Svante Edwin Berger, född 13 maj 1871 i Vänersborgs landsförsamling, död 2 februari 1962, var en svensk industriman. Han var far till Kurt, Gunvald och Carl Magnus Berger.
Berger anställdes vid Trollhätte kanals huvudkontor 1889, var kanalinspektör 1897–1902, verkställande direktör för AB Malcus Holmquist, Halmstad 1902–53 (ordförande 1902–48, 1953–56), i Halmstads Verkstads AB från 1907, verkställande direktör för Nissaströms Bruks- & Kraft AB från 1917 (ordförande 1917–48) och i Lagamills AB 1921–31.
Berger var styrelseledamot i Göteborgs Bank, Halmstad, från 1917 (ordförande 1941–43), ledamot av direktionen över länslasarettet 1906–41 och Spenshults sanatorium 1923–52, av stadsfullmäktige 1906–27, Halmstads kyrkoråd 1919–51 och kyrkofullmäktige till 1951, Svenska kyrkans diakonistyrelses församlingsutskott till 1954 samt i Skånes handelskammares fullmäktige och arbetsutskott 1913–46 (hedersledamot 1953).
Berger var styrelseledamot i Sydsvenska geografiska sällskapet i Lund, ledamot av Gustav Adolfsakademien för folklivsforskning 1932 (vice preses 1944, hedersledamot 1952), av Vetenskapssocieteten i Lund 1920, korresponderande ledamot av Vitterhets-, historie- och antikvitetsakademien samt hedersledamot i Hallands nation, Lund, 1932. Han igångsatte och bekostade undersökningar av ortnamn i Hallands län och Vetenskapssocietetens i Lund arkeologiska undersökningar i Halland.
Edwin Berger kom att bli en av Halmstads största entreprenörer och skapade industrikomplexet Malcus. Vid bildandet 1902 blev han både majoritetsägare, ordförande och verkställande direktör. Genom uppköp och sammanslagningar av flera lokala industriet växte företaget. Teknisk utveckling och internationella kontakter var en förutsättning för fortsatt expantion. Som mest hade koncernen över 1000 anställda. 

År 1918 förvärvade han aktiemajoriteten i Nissaströms Bruk och blev dess ordförande. Han genomdrev stora förändringar och nyinvesteringar i pappersbruket. I slutet av 1940-talet lät företaget bygga Nissaströms kraftverk med 29 meters fallhöjd.

Berger och hustru hade ett stort engagemang i Svenska kyrkan. Anna Berger var delaktig i Diakonihemmet på Åkersgränd, ett hem för gamla och sjuka. Man donerade pengar till uppförandet av församlingshemmet vid Karl XI:s väg som stod färdigt 1927. När kyrkan i Nissaström stod färdig 1939 var den ett resultat av en donation av Edwin Berger. Han bidrog ekonomiskt även till uppförandet av Sankt Olofs kapell och ett par andra kapell i bygden. Genom donation 1954 överlämnades Bergerska konvalescenthemmet i Johansfors till landstinget, en institution för lättare medicinsk vård.